# Prêmio Inezita Barroso
De Prêmio Inezita Barroso is een prijs ingesteld door de Wetgevende Vergadering van São Paulo, volgens resolutie 910 van 2016. Het doel is het eren van personen en organisaties die uitblinken in de samenleving met authentieke caipira-muziek en andere vormen van volkskunst in de staat São Paulo. De prijs is vernoemd naar Inezita Barroso, een van de belangrijkste vertegenwoordigers van de Braziliaanse volksmuziek.
Volgens de resolutie wordt de prijs toegekend door de voorzitter van de Wetgevende Vergadering van São Paulo, op voorstel van de Commissie voor Onderwijs en Cultuur, op basis van nominaties die aan het orgaan worden gedaan door afgevaardigden, de burgermaatschappij en culturele instellingen van de staat. De uitreiking vindt jaarlijks plaats, in een speciale ceremonie in maart, ter gelegenheid van de geboortedag van de artieste.

## Geschiedenis
De prijs werd voorgesteld in 2016 door de toenmalige staatssenator Marcos Martins en goedgekeurd door de Wetgevende Vergadering van São Paulo. De eerste uitreiking vond plaats in 2017.
Aanvankelijk werden maximaal tien prijzen per jaar toegekend. In 2021 werd het aantal genomineerden verdubbeld. Deze uitbreiding van de nominaties werd mogelijk gemaakt door resolutie 931 van 2021.